# Tetragnatha orizaba
Tetragnatha orizaba este o specie de păianjeni din genul Tetragnatha, familia Tetragnathidae. A fost descrisă pentru prima dată de Banks, 1898. Conform Catalogue of Life specia Tetragnatha orizaba nu are subspecii cunoscute.